# المغربه (المحويت)
المغربه هي إحدى قرى الجمهورية اليمنية. تتبع جغرافيا لمحافظة المحويت و إداريًا لمديرية ملحان. يبلغ تعداد سكانها 1108 نسمة حسب الإحصاء الذي أجري عام 2004.